# 446

## Esdeveniments
- Reliquiari, el rei dels sueus, es converteix al catolicisme. Els sueus dominen tota la península Ibèrica excepte la Tarraconense
- Xina envaeix Xampa, ocupa la capital Campapura i imposa tribut al país.